# Marianne Debouzy
Pour les articles homonymes, voir Debouzy.
 (juillet 2025).
Il peut être nécessaire de l'améliorer pour respecter le principe de neutralité de point de vue. Veuillez consulter la page de discussion pour plus de détails.

Marianne Debouzy, née Marianne Bella Lehmann le 5 décembre 1929 à Paris dans le 16e arrondissement de Paris et morte le 20 juin 2021 dans le 5e arrondissement de Paris, est une historienne française spécialiste de l'histoire américaine.

## Biographie
Marianne Debouzy naît Lehmann en 1929. Elle est issue de la bourgeoisie juive ashkénaze de gauche républicaine profondément marquée par le dreyfusisme. Après la Seconde Guerre mondiale, sa famille décide de prendre le nom de Lalande afin de se protéger contre un éventuel retour de l’antisémitisme.

### Famille
Avant-guerre, Marianne Lehmann grandit dans le 16ème arrondissement de Paris avec son père, Louis Lehmann, qui est directeur commercial d'une entreprise de toiles cirées (Gillet), sa mère, Hélène (née Cahen, fille de Eugène Cahen), qui tient un magasin de maroquinerie, et ses sœurs Claire (née en 1925) et Françoise (née en 1927).
Marianne est la nièce de Thérèse Cahen, qui, durant la Première Guerre mondiale, officie en tant qu'infirmière avant de devenir la directrice de l'orphelinat pour filles juives de Saint-Mandé. Lorsqu'elle est arrêtée avec les enfants dont elle s'occupe, elle reste fidèle à sa promesse de ne pas les laisser seuls, les accompagnant jusqu'à leur tragique destin dans la chambre à gaz.
Marianne prend[Quand ?] le nom d'usage de son mari Jacques Debouzy, professeur d'anglais à l'École normale supérieure. Elle est la mère de l'avocat d'affaires Olivier Debouzy.

### Échapper aux rafles
Après la débâcle, la famille Lehmann part s'installer à Lyon où le père continue à travailler pour Gillet, au siège de la société. Marianne décrit l'atmosphère qui règne alors : « Nous restâmes dans cette ville jusqu'en janvier 1943, et beaucoup d'amis et membres de notre famille nous y rejoignirent. Le bruit des rafles qui parvenait jusqu'à nous entretenait un sentiment constant d'inquiétude [...). Nous nous faisions beaucoup de souci pour ceux qui étaient restés en zone occupée : deux cousins de ma mère furent arrêtés lors de la rafle des notables qui eut lieu à Paris en décembre 1941. Ils furent déportés et assassinés ».

### Résistance
En 1942, Louis Lehmann cache un agent de liaison du service secret britannique Special Operations Executive et lui permet d'émettre des messages radio. L'espion anglais, de son vrai nom Brian Stonehouse, est arrêté puis déporté dans les camps de Struthof, de Mauthausen et de Dachau, mais parvient à survivre.

### La fuite de la zone sud
Après l'invasion allemande de la zone sud, Louis Lehmann perd son travail et décide alors de quitter la ville. Plusieurs options sont étudiées notamment celle de se réfugier à Dieulefit où, selon les informations d'un pasteur lyonnais, les protestants cachent des juifs. Cette possibilité n'est pas retenue car la crainte d'une dénonciation dans un petit village est grande. Par ailleurs, Louis Lehmann souhaite se rendre « utile et non se terrer en attendant la Libération ». Bien que disposant d'affidavits que des cousins résidant aux États-Unis leur envoient et qui auraient pu leur permettre de les rejoindre, il prend la décision de gagner l'Angleterre, via l'Espagne. L'objectif étant, une fois en Espagne, de demander au consulat britannique de les faire passer en Angleterre en échange de l'aide qu'il avait apportée au Special Operations Executive.

### Le périple
Louis Lehmann, le père de Marianne, organise leur fuite vers l'Espagne en obtenant l'aide de ses contacts : le maire de Saint-Laurent-de-Cerdans trouve un passeur, le docteur Henri Berger leur fournit de fausses cartes d'identité et un certificat médical pour justifier leur présence près de la frontière, et une ancienne employée vivant à Barcelone reçoit leurs effets personnels. Il prépare également sa famille à la traversée en les entraînant à marcher régulièrement dans le parc de la Tête-d'Or.
En janvier 1943, la famille Lehmann quitte Perpignan pour Amélie-les-Bains, avant de traverser la frontière franco-espagnole à pied avec l'aide de villageois et de passeurs, évitant de justesse les soldats allemands.
À Barcelone, Louis Lehmann prouve au consulat britannique qu'il avait aidé un soldat anglais, obtenant ainsi l'autorisation de se rendre en Angleterre, mais refuse d'y aller sans sa famille.
En juin 1943, la famille Lehmann rejoint un convoi de réfugiés français organisé par l'Espagne en direction de Lisbonne, où Marianne se souvient de l'accueil chaleureux des Portugais. Louis Lehmann se rend ensuite à Londres pour rejoindre les Forces françaises libres.

## Parcours académique et travaux

### Parcours académique
Marianne Debouzy obtient une licence d'anglais à la Sorbonne en 1949 avant de passer deux années d'études aux États-Unis (une année au collège de Bryn Mawr et une à Yale).
Agrégée d'anglais en 1954, elle devient assistante à l’université de Lille entre 1956 et 1969, se spécialisant dans les études américaines, un domaine encore marginal en France à cette époque. En 1969, elle soutient sa thèse de doctorat, et obtient la même année un poste d'enseignante au nouveau département d’histoire de l’université de Paris VIII Vincennes où elle enseigne l'histoire sociale américaine jusqu'en 1998. À partir de 1971, elle collabore à la revue Le Mouvement social, au comité de rédaction duquel elle participe à partir de l'année suivante

### Champ d'études

#### Pionnière de l'histoire de la classe ouvrière américaine

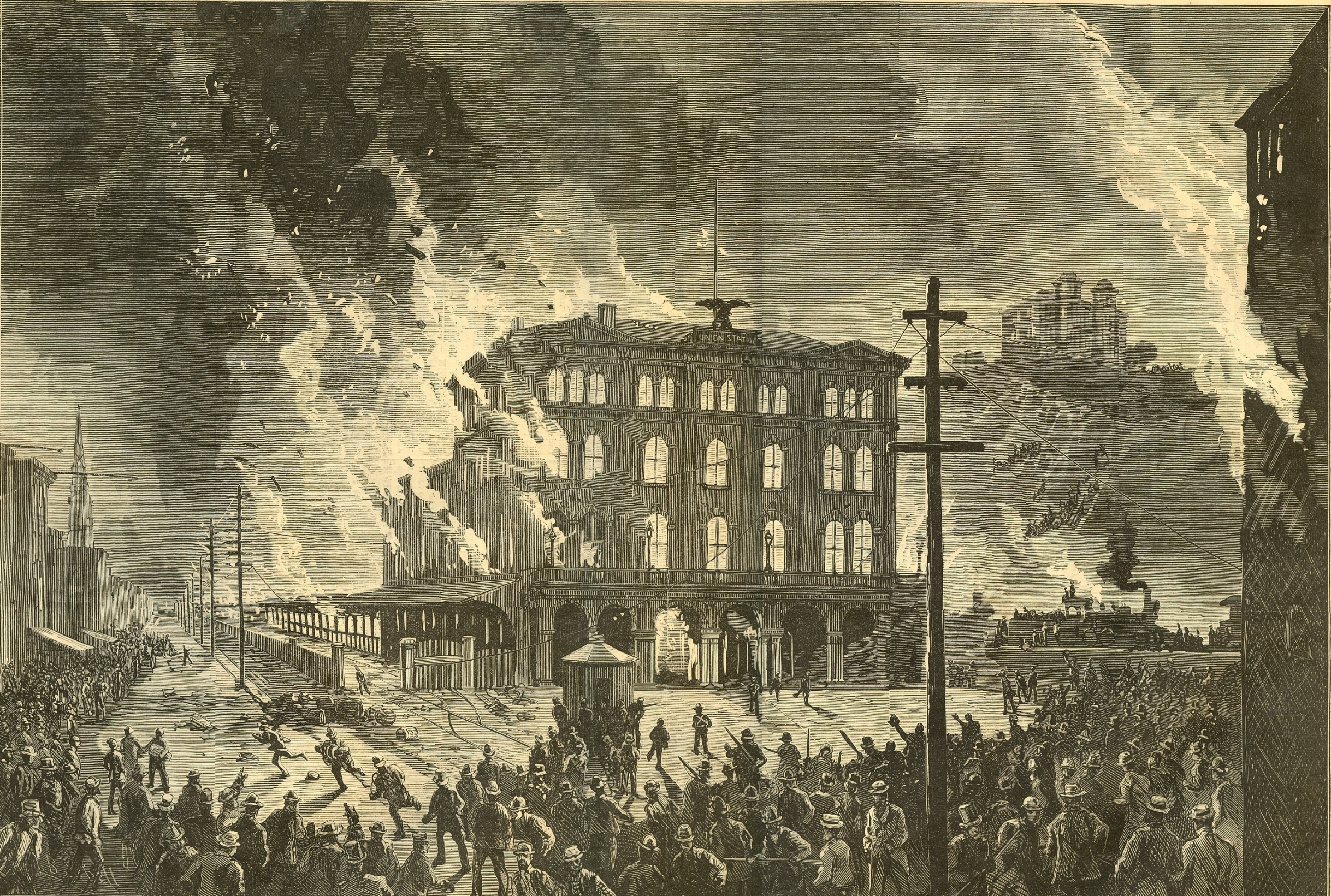
Émeutes à Pittsburg lors de la grève du rail de 1877

Marquée par le renouveau de l’histoire ouvrière qui se développe au cours des années 1960 aux États-Unis, elle se spécialise dans l’histoire de la classe ouvrière américaine. Elle s'appuie notamment sur la représentation des conflits sociaux dans la littérature américaine pour étudier ensuite les conflits sociaux eux-mêmes, reprenant ainsi des sujets d'études largement délaissés par les chercheurs français depuis Émile Levasseur ou Louis Vigouroux.
L'objet de ses travaux porte notamment sur le mouvement de révolte de 1877 aux États-Unis tendant à remettre en question «l’image d’une classe ouvrière française révolutionnaire depuis 1789 et d’une classe ouvrière américaine, docile et ayant toujours pactisé avec le capitalisme» ou encore sur les disparités fondées sur les compétences, la race ou l'origine nationale de la classe ouvrière américaine.

#### «Américanisation» de la culture française

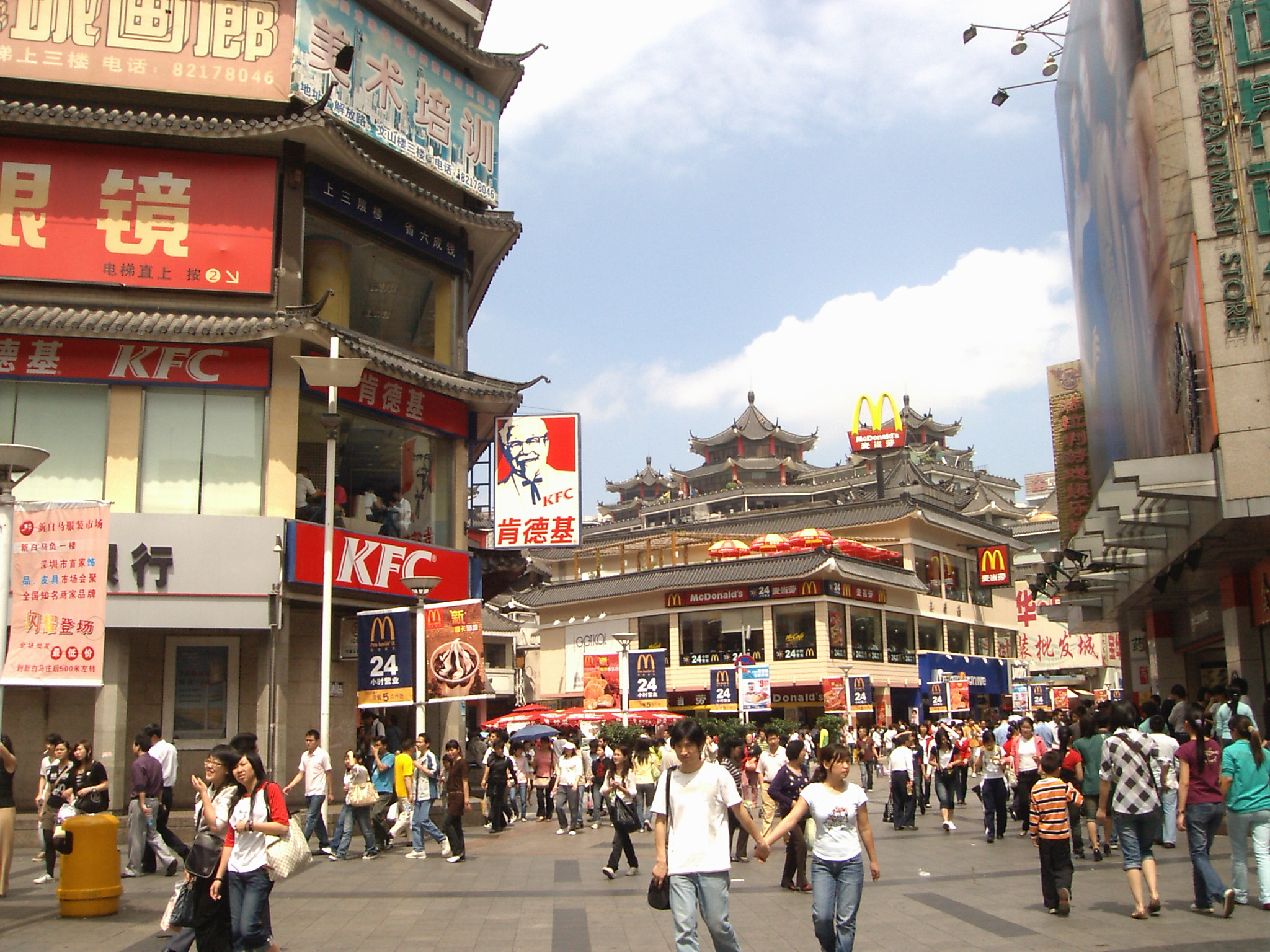
Des fast-food américains dans le quartier commerçant de Dongmen, dans le district de Luohu, à Shenzhen

Elle s’intéresse aussi aux rapports entre la classe dirigeante américaine et la classe ouvrière ou encore au processus «d’américanisation» de la culture française et son influence en Europe et dans le monde.

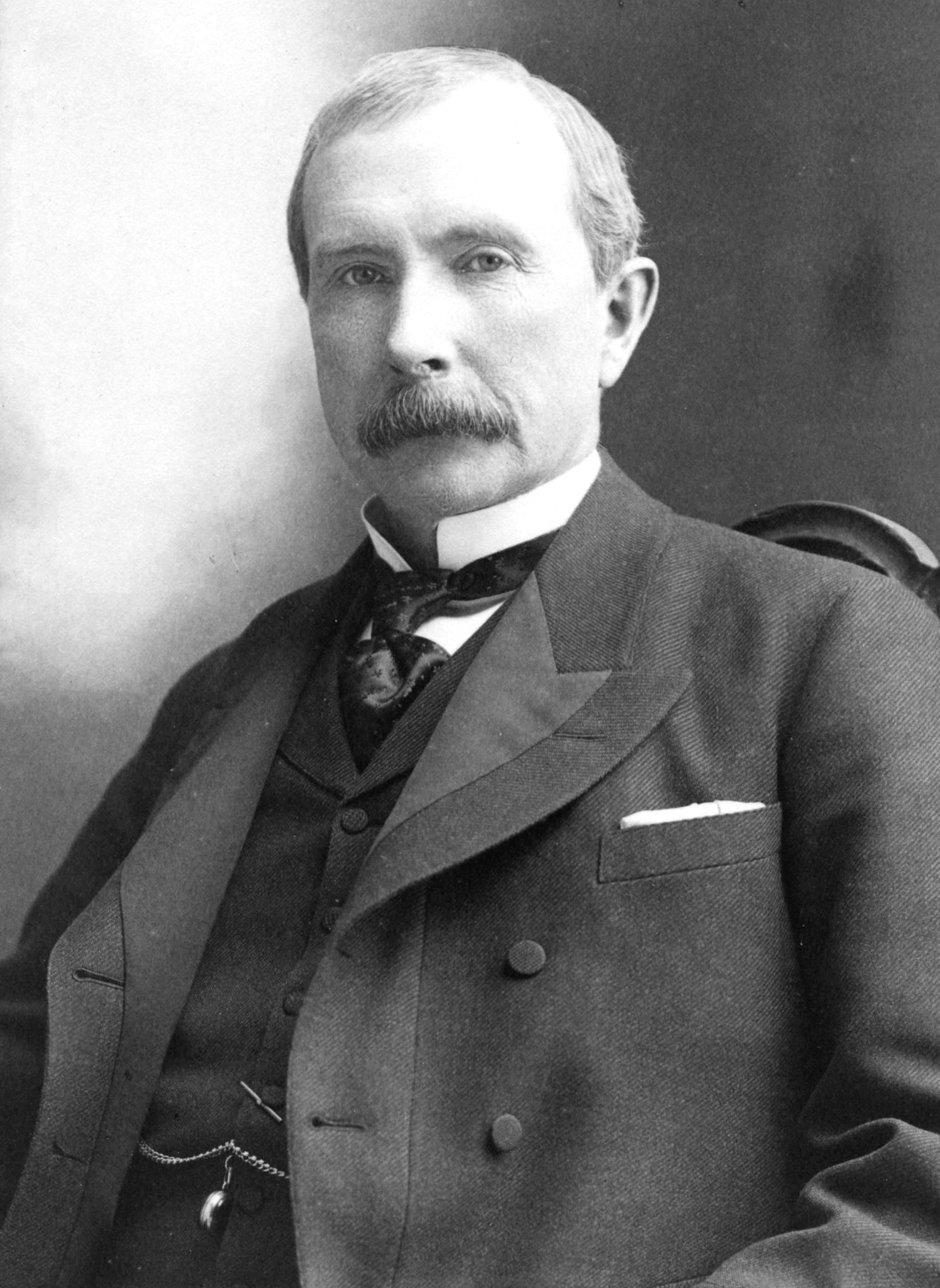
John D. Rockefeller.

Dans ses travaux sur la classe ouvrière et le mouvement syndical de la seconde moitié du 20ème siècle, Marianne Debouzy déconstruit les stéréotypes associés à l'American way of life, en particulier l'idée d'un bien-être généralisé de la classe ouvrière. Elle décrit les luttes, souvent extrêmement violentes, de la classe ouvrière et les conflits, qui ont été oubliés de la mémoire collective américaine ou qui sont méconnus en France.

#### Un capitalisme «sauvage»
Parallèlement à ces travaux, Marianne Debouzy se penche sur la classe dirigeante américaine dans son ouvrage Le Capitalisme «sauvage» aux États-Unis, 1860-1900, publié en 1972. Elle étudie les magnats (les Rockefeller, Carnegie, Vanderbilt ou Morgan) qui ont consolidé leur domination non seulement grâce à l'"exceptionnalisme" américain mais également à travers l'exploitation de la classe ouvrière américaine. Lorsqu'il s'agit de parler de ces ancêtres du capitalisme, l'accent est en effet souvent mis sur leur énergie, leur esprit d'entreprise et leur philanthropie et moins, voire jamais, sur leur manque de scrupules, leur cynisme, leur désir de domination, leur mépris des plus faibles. Dans son analyse, Marianne Debouzy ne cherche pas à les diaboliser mais à découvrir à travers eux «les forces sociales et économiques à l'œuvre dans la société américaine entre la guerre de Sécession et le début du vingtième siècle». Elle cherche également à répondre à la question de savoir quelle influence a pu avoir la classe dirigeante sur les autres classes, notamment en leur transmettant une certaine culture de l'argent (ce qu'elle appelle la «culture pécuniaire»).

#### La poupée Barbie
Dans La poupée Barbie,,, Marianne Debouzy analyse comment la poupée Barbie, inventée en 1955, marque une rupture dans les normes sociales associées à l'enfance et à la socialisation des jeunes filles. La poupée Barbie remplace en effet une poupée représentant un enfant par une poupée représentant une femme.
Dans ce papier, Marianne Debouzy nous révèle également que les individus et la société dans son ensemble semblent de moins en moins distinguer le réel du faux, le naturel de l'artificiel. Cette confusion entre le réel et les simulacres de toutes sortes serait une tendance de plus en plus prédominante dans la société, symbolisée ici par la poupée Barbie, qui n'est qu'un reflet exagéré, idéalisé et déformé de la réalité.

#### McDonald's ou l'américanisation du travail

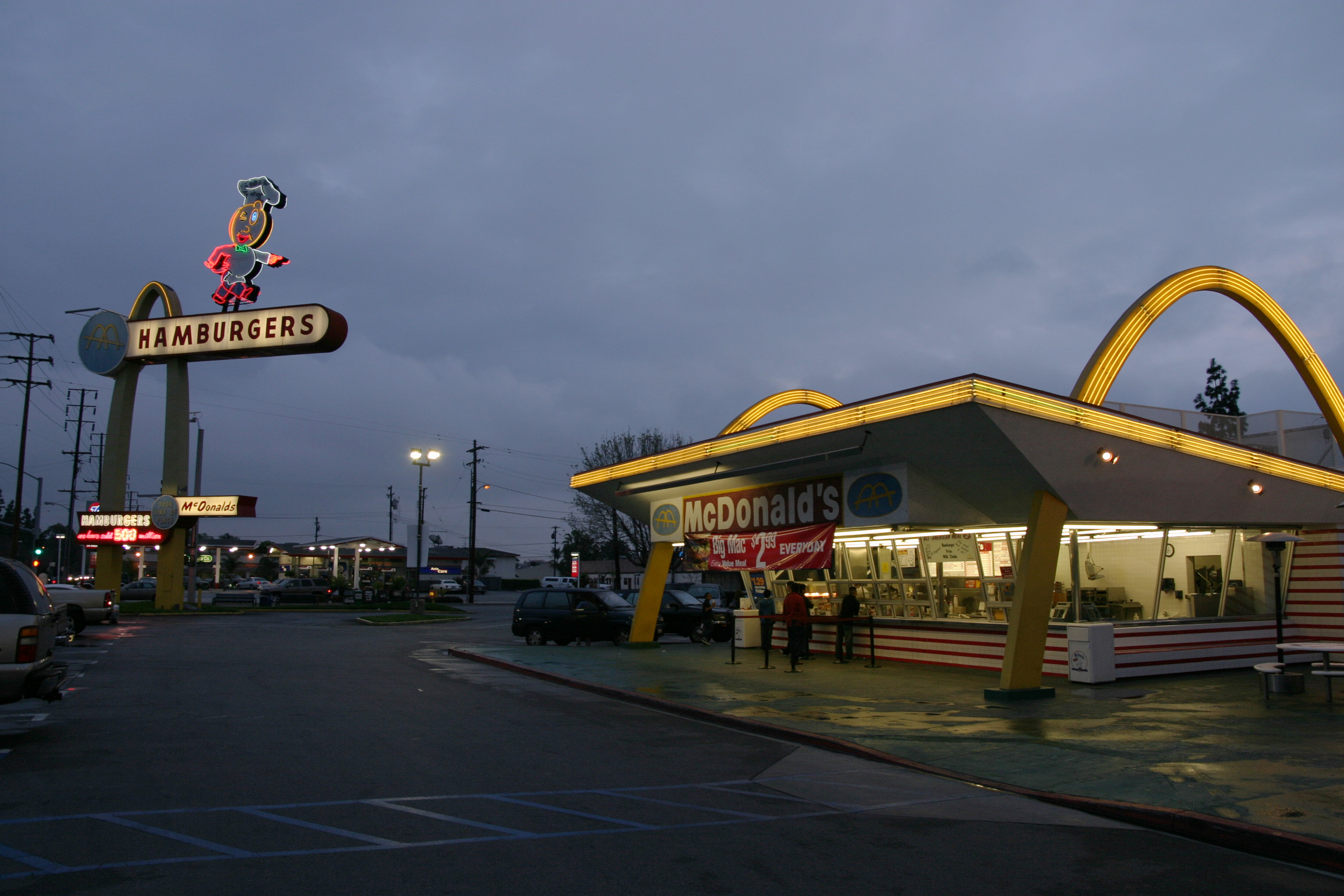
Le plus ancien restaurant McDonald's, ouvert en 1953 et toujours en activité. Downey, Californie

Dans Working for McDonald's, France: Resistance to the Americanization of Work, Marianne Debouzy analyse les conditions de travail et le management de l’entreprise McDonald’s, société multinationale américaine qui illustre bien la fascination qu'ont toutes les classes sociales françaises (des jeunes des banlieues défavorisées aux élites politiques) pour le modèle américain. Dans ce papier, Marianne Debouzy s’intéresse aussi aux personnes qui s'engagent dans la bataille pour l'amélioration des conditions de travail et ce qu'elle signifie en termes de résistance à l'"américanisation".

#### Encyclopædia Universalis
Elle est l'auteure de différents articles pour l'Encyclopædia Universalis.

### Engagements
Opposée à la guerre d’Algérie, elle contribue en 1957 à la création du comité Maurice-Audin, assistant à la faculté des sciences d’Alger mort sous la torture, dont l'historien Pierre Vidal-Naquet met au jour les conditions réelles de décès et décide de la création de ce comité. Les réunions se tiennent chez les parents de Marianne Debouzy qui participent à la publication du magazine Vérité-Liberté. Au comité Audin, elle se retrouve avec d'autres intellectuels mobilisés contre la guerre et la torture, parmi lesquels Luc Montagnier, Michel Crouzet, Jacques Panijel, et Laurent Schwartz, participant à «la révolte des universités contre la pratique de la torture par le gouvernement», suivant l'article écrit par ce dernier dans l’Express.
La participation de la famille Lehmann à cette lutte entraîne des représailles de la part de l'OAS, qui place en octobre 1961 une charge d'explosif devant la porte de leur appartement. L'explosion cause des dommages matériels mais ne fait pas de blessés.
Elle a été membre du Comité de vigilance face aux usages publics de l'histoire.

## Publications
- Désobéissance civile aux États-Unis et en France, éd. PU Rennes, 2016
- Le monde du travail aux États-Unis : Les temps difficiles (1980-2005), éd. L'Harmattan, septembre 2009
- Working for McDonald's, France: Resistance to the Americanization of Work, Working for McDonald's, France: Resistance to the Americanization of Work, Published online by Cambridge University Press: 11 April 2007
- La poupée Barbie, Clio. Femmes, Genre, Histoire, No. 4, Le temps des jeunes filles (1996), pp. 239-256 (18 pages)
- Le Capitalisme « sauvage » aux États-Unis, 1860-1900, éd. Seuil, coll. « Points-Histoire », 1991
- La Classe ouvrière dans l'histoire américaine, textes choisis et présentés par Marianne Debouzy, éd. Presses universitaires de Nancy, 1989
- Travail et travailleurs aux États-Unis, éd. La Découverte, 1984
- Marianne Debouzy (dir.), A l'ombre de la statue de la liberté : immigrants et ouvriers dans la République américaine 1880-1920, éd. Presses Universitaires de Vincennes, 1988, recension en ligne

## Sources partielles
- Marianne Debouzy, « La poupée Barbie », Clio, avril 1996
- Indications biographiques sur l'Encyclopaedia Universalis